# Synchronous Data Link Control
SDLC, Synchronous Data Link Control (v překladu synchronní řízení datového spoje) je počítačový komunikační protokol navržený pro druhou vrstvu sady komunikačních protokolů Systems Network Architecture (SNA) vyvinutých firmou IBM v 70. letech 20. století. Jeho úpravou vznikl ISO protokol High-Level Data Link Control (HDLC).
SDLC podporuje mechanismy pro detekci a opravu chyb a podporu pro vícebodové spoje. Funguje za předpokladu, že za SDLC hlavičkou následuje SNA hlavička. Přestože SDLC bylo navrženo pro sálové počítače a střední systémy firmy IBM, jeho implementace existuje na mnoha platformách různých výrobců. S ústupem sálových počítačů se používání SDLC (a SNA) snižuje, a většinou bývá nahrazováno protokoly založenými na Internet Protocol (IP) nebo tunelováním pomocí protokolu IP (pomocí technologie AnyNet nebo podobné).

## Historie
SDLC vyvinula firma IBM v roce 1975 na základě prací z první poloviny 70. let 20. století. Jde o jako první bitově orientovaný protokol, který dosáhl většího využití. V roce 1979 vytvořila organizace ISO na základě tohoto de facto standardu normu High-Level Data Link Control (HDLC) a organizace ANSI normu ADCCP (Advanced Data Communications Control Procedures), které přidaly k SDLC některé nové vlastnosti (např. asynchronní vyvážený režim) a zobecnění (velikost rámce nemusí být násobkem osmi bitů); na druhou stranu některé procedury a zprávy (např. zprávu TEST) nepřevzaly.

## Použití
SDLC funguje nezávisle na jakémkoli komunikačním spoji a může se používat jak na dvoubodových, tak na vícebodových spojích i na spojích s proudovou smyčkou; může být použito na vyhrazených i komutovaných okruzích používajících dvoudrátové nebo čtyřdrátové vedení a umožňující plně duplexní i poloduplexní komunikaci.
Význačnou charakteristikou SDLC je jeho schopnost kombinovat na čtyřdrátových okruzích sekundární stanice pracující s polovičním duplexem s primárními stanicemi pracujícími s plným duplexem, čímž se snižuje cena vyhrazených prostředků.
SDLC používala firma Intel jako základní protokol pro sběrnici BITBUS, která je v Evropě stále populární jako Fieldbus, a jeho podporu implementovala do několika řadičů (i8044/i8344, i80152). Kopie řadiče 8044 jsou stále vyráběny třetími firmami. K dalším výrobcům, kteří v 80. letech 20. století implementovali hardwarovou podporu SDLC (případně odvozeného HDLC) do komunikačních řadičů, patří Zilog, Motorola a National Semiconductor. Díky tomu velké množství zařízení v 80. letech 20. století používalo SDLC zejména v podnikových sítích se sálovými počítači, což byly v té době nejrozšířenější sítě. Nejčastější alternativou k SNA a SDLC byl pravděpodobně DECnet s DDCMP, BDLC a ARPANET s tehdejšími IMP (Interface Message Processor).